# Methia juniperi
Methia juniperi là một loài bọ cánh cứng trong họ Cerambycidae.